# Candide (Musical)
Candide ist eine Operette von Leonard Bernstein, die auf dem satirischen Roman Candide oder der Optimismus des französischen Philosophen Voltaire basiert.

## Geschichte
In der Urfassung hatte Candide zwei Akte. Das Libretto stammt von Lillian Hellman. Die Gesangstexte steuerten Richard Wilbur, John Latouche und Dorothy Parker bei. Uraufführung war am 1. Dezember 1956 am Martin Beck Theatre in New York City. Die Operette entpuppte sich als großer Flop, obwohl sie 1957 für fünf Tony Awards nominiert wurde. Nach nur 73 Vorstellungen wurde sie abgesetzt. Der Misserfolg lag jedoch nicht an Bernsteins Musik, sondern am Libretto Lillian Hellmans, das in keiner Weise Voltaires satirischer Vorlage gerecht wurde.
Um das Stück für die Bühne zu retten, arbeiteten es siebzehn Jahre später Hershy Kay, der schon bei der Urfassung dem Komponisten beim Orchestrieren assistiert hatte, Hugh Wheeler (vollständig neues Libretto) und Stephen Sondheim (zusätzliche neue Gesangstexte) zu einem einaktigen Musical um. Die Fassung von 1974 ist vor allem in der zweiten Hälfte gegenüber dem Original gekürzt und hat nur einen Akt. Die Musik für die Musical-Fassung übernahm Hershy Kay aber nahezu unverändert von der 1956 entstandenen Operette. Die Musical-Fassung erlebte ihre Uraufführung am 8. März 1974 am Broadway Theatre in New York und brachte es auf 740 Vorstellungen. Es gewann 1974 den Tony Award/Bestes Musicallibretto, bestes Kostüm, beste Ausstattung und beste Musicalregie und fünf Drama Desk Awards.
1988 schuf Bernstein zusammen mit John Wells eine revidierte Fassung, deren Handlung weitgehend Voltaire folgt. Alle Stücke aus der ursprünglichen Fassung sind wieder aufgenommen, besonders das Ende wurde aber gegenüber den Fassung von 1974 erweitert und die einzelnen Stücke gegenüber der ursprünglichen Fassung umgestellt. Das Stück hat wieder zwei Akte. Die 1974 gestrichenen Figuren Cacambo und der Pessimist Martin, Pangloss’ Gegenpart, sind wieder eingeführt. Diese Fassung wurde zuerst 1988 in der Scottish Opera in Glasgow aufgeführt und unter Bernsteins Dirigat mit Jerry Hadley als Candide, June Anderson als Kunigunde, Christa Ludwig als alte Dame, Kurt Ollmann als Maximilian, Nicolai Gedda als Gouverneur und Adolph Green als Dr. Pangloss/Martin am 13. Dezember 1989 im London Barbican Centre als konzertante Aufführung eingespielt.
Die erste Aufführung von Candide in deutscher Sprache fand im April 1963 im großen Sendesaal des Funkhauses Wien statt. In der Rundfunkbearbeitung und Regie von Marcel Prawy mit dem Orchester und Chor von Radio Wien und der musikalischen Leitung von Samuel Krachmalnick lasen Voltaires Novelle unter anderen die Burgschauspieler Blanche Aubry, Heinrich Schweiger, es sangen Mimi Coertse und Rudolf Christ. Die erste deutschsprachige szenische Aufführung nach der Originalinszenierung der Musicalfassung mit deutschen Texten von Marcel Prawy fand am 5. August 1976 in der Stadthalle Wien statt. Die Deutsche Erstaufführung fand am 27. März 1982 im Theater in der Kelter des Theaters Heilbronn (Intendant: Klaus Wagner) statt. R: Maria Becker, ML: Jean Hoffmann, mit Colleen Besett, Christoph Herrmann, Franz Lindauer, Wolff von Lindenau u. a. Verlag: Felix Bloch Erben, Berlin.

## Handlung

### Ort und Zeit
Schauplätze der Handlung sind Westfalen, Lissabon, Paris, Spanien, Cartagena (Kolumbien), Montevideo, der südamerikanische Dschungel, das fiktive Land Eldorado, Konstantinopel und eine verlassene Insel zur Zeit Voltaires, also um die Mitte des 18. Jahrhunderts.

### Fassung von 1974
Der junge Edelmann Candide wächst im Schloss seines Onkels, des Barons Thunder-ten-tronckh, in Westfalen auf. Er entstammt einem Seitensprung der Schwester des Barons mit einem Unbekannten. Zusammen mit Kunigunde und Maximilian, den beiden halbwüchsigen Kindern des Barons, sowie der Kammerjungfer Paquette wird er von dem Hauslehrer Dr. Pangloss unterrichtet, der den jungen Leuten weismacht, sie lebten in der besten aller Welten. Gerade hat er eine Lektion beendet und entlässt seine Schüler – außer Paquette. Mit ihr will er noch ein physikalisches Experiment für Fortgeschrittene durchführen. Dieses besteht darin, dass er ihr den Geschlechtsverkehr demonstriert. Kunigunde kommt zurück und beobachtet die beiden bei ihrem Tun. Sie ist von dem Experiment so entzückt, dass sie sogleich ihren Vetter Candide aufsucht und ihn bittet, das gleiche mit ihr zu versuchen. Candide zögert nicht lange und befriedigt seine Cousine. Dabei werden die beiden von Maximilian überrascht. Diesem fällt nichts Besseres ein, als seinen Vater zu informieren. Der alte Baron jedoch zeigt für derlei physikalische Experimente kein Verständnis und jagt Candide aus dem Schloss. Unterwegs trifft er auf ein paar Männer, die Freiwillige für die bulgarische Armee anwerben. Candide nimmt das Angebot an und wird Soldat.
Das bulgarische Heer überfällt das Schloss des Barons. Dabei finden fast alle Bewohner den Tod; nur Kunigunde, ihr Bruder, Paquette und Dr. Pangloss überleben. Um ihr Ziel Reichtum zu erreichen, verkauft Kunigunde ihren Körper an wohlhabende Männer (Arie Glitter and be gay). In Lissabon werden ihre Liebesdienste abwechselnd vom Großinquisitor und von einem Kannibalenkönig reichlich honoriert.
Inzwischen hat es auch Candide, der Kunigunde tot glaubt, nach Lissabon verschlagen. Dort trifft der junge Mann wieder auf seinen Lehrer Dr. Pangloss. Die Stadt wird gerade vom schweren Erdbeben heimgesucht. Auf der Suche nach Schuldigen werden Candide und Dr. Pangloss von Agenten der Hohen Inquisition gefangen genommen. An ihnen soll ein Exempel statuiert werden, bei dem die Strafe öffentlich vollzogen wird. Unter den Zuschauern befindet sich auch Kunigunde. Sie muss mit ansehen, wie Candide ausgepeitscht wird und Dr. Pangloss sein Leben am Galgen aushaucht.
Nachdem sich Candide von den erlittenen Strapazen erholt hat, führt ihn eine alte Dame zu Kunigunde. Zu dritt fliehen sie nach Spanien. Dort tritt Candide einem Trupp Soldaten bei, der nach Montevideo unterwegs ist, wo er Jesuitenpadres vor den „Eingeborenen“ beschützen soll. Kunigunde und der alten Dame wird erlaubt, die Truppe zu begleiten. Auf der Überfahrt wird das Schiff von Piraten ausgeraubt. Alle weiblichen Passagiere werden von ihnen gefangen genommen.
Mit letzter Kraft schafft es Candide, in die Missionsstation in Montevideo vorzudringen. In dem Empfangskomitee erkennt er Paquette und Maximilian. Candide hat nur noch ein Ziel vor Augen: Kunigunde zu befreien und sie zu heiraten. Nachdem Maximilian infolge einer Verkettung widriger Umstände tödlich verunglückt ist und Candide glaubt, dass er die Schuld daran trage, flieht er mit Paquette in den Dschungel. Ein paar Wochen später entdecken die beiden das sagenhafte Land Eldorado. Anschließend führt sie ihr Weg nach Cartagena, wo sie erfahren, dass Kunigunde wahrscheinlich nach Konstantinopel entführt worden sei. In dieser Stadt finden sie die Gesuchte in einem Harem und kaufen sie frei. Als sie hören, in einer naheliegenden Höhle hause der weiseste Mann der Welt, der auf alle brennenden Fragen der Menschheit eine Antwort wisse, suchen sie diesen auf. Dabei erleben sie ein Wunder, denn der Weise ist kein anderer als der in Lissabon am Galgen geendete Dr. Pangloss. Candide erwirbt ein Stück Land, und alle tragen mit ihren bescheidenen Mitteln zum gemeinsamen Leben bei. Sollen doch andere vom Paradies träumen – sie aber werden diesen ihren Garten bestellen:
Let dreamers dream what dreams they please.

Those Edens can't be found.

The sweetest flowers, the finest trees

Are grown in solid ground.

We're neither pure, nor wise, nor good,

We'll do the best we know.

We'll build our house and chop our wood

And make our garden grow.

### Fassung von 1988
Erster Akt:
Candide wird zusammen mit den Kindern des Barons, dem selbstverliebten Maximilian und der luxussüchtigen Kunigunde, in einem Schloss in Westphalien aufgezogen und genießt das Leben (Life Is Happiness Indeed). Von dem Lehrer Dr. Pangloss lernt er, dass sie in der besten aller möglichen Welten leben, in der alles seine Sinn hat (The Best of All Possible Worlds). Candide verliebt sich in Kunigunde. Sie träumen von einer gemeinsamen Zukunft, obwohl ihre Pläne sich komplett widersprechen (Oh, Happy We). Der Baron ist von der jungen Liebe allerdings gar nicht angetan und jagt Candide davon. Während Candide noch darüber meditiert, dass auch das etwas Gutes haben muss (It Must Be So), erscheinen bulgarische Soldaten und dringen ihn zum Kriegsdienst.
Die Bulgaren zerstören das Schloss und töten dabei angeblich alle Bewohner. Der trauernde Candide trifft auf den totgeglaubten Pangloss, der an der Syphilis erkrankt ist, aber trotzdem sein Leben genießt (Dear Boy). Sie reisen nach Lissabon, wo bei ihrer Ankunft das große Erdbeben stattfindet. Pangloss wird bei einem Auto-da-Fé (What a day) als Schuldiger gehängt, Candide ausgepeitscht. Candide beginnt zu zweifeln, hält aber trotzdem an Pangloss` Lehre fest (My master told me).
Candide flieht nach Paris, wo er Kunigunde wieder begegnet. Um sich ihren Traum, nämlich Reichtum, zu erfüllen, hat sie gleich zwei wohlhabende Liebhaber, einen Kardinal und einen reichen Juden (The Paris Waltz). Sie beklagt ihr Leben, besingt aber gleichzeitig ihre Juwelen (Glitter and be gay). Candide und Kunigunde feiern ihre Wiedervereinigung (You Were Dead, You Know). Die Alte Dame, Kunigundes Begleiterin, warnt Candide und Kunigunde vor dem Erscheinen der beiden Liebhaber. Versehentlich ersticht Candide beide mit einem Schwert. Auf der gemeinsamen Flucht erzählt die Alte Dame ihnen ihre Geschichte (I Am Easily Assimilated). Sie werden aber festgenommen und Candide wird als Soldat nach Südamerika geschickt. Die Frauen begleiten ihn.
Zweiter Akt:
In Montevideo wird Kunigunde auf Anraten der Alten Dame Geliebte des Gouverneurs (We Are Women), der verspricht sie zu heiraten. Die Alte Dame überzeugt Candide davon, er werde immer noch wegen der Morde in Paris gesucht. Er flieht daraufhin mit Cacambo, seinem Diener, und landet in einem Jesuiten-Camp, wo sich ihnen bald die Mutter Oberin und der Vorsteher anschließen. Schließlich stellen sich der Vorsteher als Maximilian und die Mutter Oberin als Paquette heraus. Candide bekundet seine Absicht, Kunigunde zu heiraten und wird von Maximilian abgewiesen. Im Streit tötet er ihn. Wieder flieht er. Cacambo verleitet ihn zur Suche nach Eldorado.
Drei Jahre später: Kunigunde und die alte Dame beklagen die Langweile im goldenen Käfig (Quiet). Candide hat unterdessen den Idealstaat Eldorado erreicht, wo alle Menschen frei und glücklich sind. Reich beschenkt verlässt er diesen Ort wieder aus Sehnsucht nach Kunigunde. Er begegnet Martin, der seinen Optimismus verspottet (Words, Words, Words), und tritt mit ihm die Rückreise nach Europa an (Bon Voyage). Allerdings lässt er sich von einem Betrüger für einen Großteil seiner Schätze ein leckes Schiff aufschwatzen, das sinkt. Martin ertrinkt.
Die Hauptpersonen treffen sich nach weiteren Irrfahrten in Venedig wieder. Candide begegnet auf dem Weg dorthin fünf Königen, die das einfache Leben preisen (The Kings' Barcarolle). Im Karneval vergnügen sich alle beim Glückspiel (Money, Money, Money). Kunigunde und die alte Dame unterhalten maskiert die Spieler (What's the Use?). Pangloss genießt sein beim Roulette gewonnenes Glück (The Venice Gavotte). Kunigunde und die alte Dame versuchen dem noch immer wohlhabenden, ebenfalls maskierten Candide beim Karneval Geld abzuschwatzen, dabei erkennen sie sich wieder. Candide erkennt nun, dass es Kunigunde vor allem auf materiellen Reichtum ankommt (Nothing More Than This). Belehrt von der vom Chor vorgetragenen Erkenntnis, dass das Leben weder gut noch schlecht, sondern eben das Leben sei (Universal Good), überwindet er seine Enttäuschung und macht Kundígunde einen Heiratsantrag, um mit ihr ein einfaches Leben auf einem kleinen Bauernhof zu führen (Make Our Garden Grow).

## Musik
Bernstein verwendete für Candide Elemente aus der europäischen Musiktradition: Die Kampfmusik im ersten Akt ist eine Mazurka, dazu kommen die zwei Walzer The Paris Waltz und What's the Use?, der Flamenco I Am Easily Assimilated, The Venice Gavotte und die Barkarole der Könige. An vielen Stellen klingt die Musik sehr opernhaft. Nicht umsonst wird das Werk hin und wieder auch als „komische Oper“ bezeichnet. Am ausgeprägtesten kommt die Verwandtschaft zur Oper in Kunigundes Lied Glitter And Be Gay / Mich umglitzert Gold zur Geltung, das schon in der Ouvertüre anklingt und streng genommen eine Arie für einen Koloratursopran ist. Aber auch die anderen Hauptrollen sind musikalisch so anspruchsvoll, dass sie mit ausgebildeten Opernsängern besetzt werden müssen.
Das bekannteste Musikstück aus dem Werk ist jedoch mit Abstand die Konzertfassung der Ouvertüre. Viele Sinfonieorchester haben sie in ihr Repertoire aufgenommen. Sie erklingt daher auch oft im Konzertsaal und im Rundfunk. Ansonsten gehören zu den musikalischen Höhepunkten
- The Best Of All Possible Worlds / Die beste aller möglichen Welten (Quintett Pangloss, Kunigunde, Candide, Pasquette und Maximilian)
- Oh Happy We / Wir streiten nie (Duett Kunigunde und Candide)
- Auto Da Fe (Ensemble)
- Make Our Garden Grow / Bis unser Garten blüht (Sextett Candide, Kunigunde, Alte Dame, Pangloss, Maximilian und eine Kuh)

## Trivia
Die Alte Dame nennt in ihrer Lebensgeschichte als ihren Geburtsort Rovno Gubernya, das heutige Riwne, den ukrainischen Ort, aus dem Bernsteins Eltern nach Amerika auswanderten.